# Sanshui
Sanshui léase San-Shuéi (en chino simplificado, 三水区; pinyin, Sānshuǐ qū "tres aguas", en cantonés:Samsu) es una ciudad-distrito bajo la administración directa de la ciudad-prefectura de Foshan. Se ubica al sur del Circuito Internacional de Guangdong en la Provincia de Cantón, República Popular China. Su área es de 874 km² y su población es de 410.000 (96% han).
L' historia de Sanshui: Según los descubrimientos arqueológicos en la ciudad de Bai ni (chino: 白泥), había seres humanos instalados en San Shui hoy en día.
El código postal es el 528100 y el de área 757.

## Administración
El distrito de Sanshui  se divide en 2 subdistritos y 5 poblados.
| Nombre                 | Chino      | Pinyin            |
| ---------------------- | ---------- | ----------------- |
| Subdistrito Xinan      | 西南街道   | Xīnán Jiēdào      |
| Subdistrito Yundonghai | 云东海街道 | Yúndōnghǎi Jiēdào |
| Poblado Lubao          | 芦苞镇     | Lúbāo Zhèn        |
| Poblado Datang         | 大塘镇     | Dàtáng Zhèn       |
| Poblado Leping         | 乐平镇     | Lèpíng Zhèn       |
| Poblado Baini          | 白坭镇     | Báiní Zhèn        |
| Poblado Nanshan        | 南山镇     | Nánshān Zhèn      |

## Economía
Rodeado de depósitos de petróleo y carbón. Sin embargo, el distrito es también un importante productor de alimentos para toda la provincia, en especial la fruta. El pilar de la economía de la ciudad antigua era la compañía Jianlibao, que produjo un refresco hecho con naranjas y la miel.

## Clima
Debido a su posición geográfica,los patrones climáticos en la siguiente tabla son los mismos de Cantón.
| Parámetros climáticos promedio de Sanshui (1971–2000) | Parámetros climáticos promedio de Sanshui (1971–2000) | Parámetros climáticos promedio de Sanshui (1971–2000) | Parámetros climáticos promedio de Sanshui (1971–2000) | Parámetros climáticos promedio de Sanshui (1971–2000) | Parámetros climáticos promedio de Sanshui (1971–2000) | Parámetros climáticos promedio de Sanshui (1971–2000) | Parámetros climáticos promedio de Sanshui (1971–2000) | Parámetros climáticos promedio de Sanshui (1971–2000) | Parámetros climáticos promedio de Sanshui (1971–2000) | Parámetros climáticos promedio de Sanshui (1971–2000) | Parámetros climáticos promedio de Sanshui (1971–2000) | Parámetros climáticos promedio de Sanshui (1971–2000) | Parámetros climáticos promedio de Sanshui (1971–2000) |
| Mes                                                   | Ene.                                                  | Feb.                                                  | Mar.                                                  | Abr.                                                  | May.                                                  | Jun.                                                  | Jul.                                                  | Ago.                                                  | Sep.                                                  | Oct.                                                  | Nov.                                                  | Dic.                                                  | Anual                                                 |
| ----------------------------------------------------- | ----------------------------------------------------- | ----------------------------------------------------- | ----------------------------------------------------- | ----------------------------------------------------- | ----------------------------------------------------- | ----------------------------------------------------- | ----------------------------------------------------- | ----------------------------------------------------- | ----------------------------------------------------- | ----------------------------------------------------- | ----------------------------------------------------- | ----------------------------------------------------- | ----------------------------------------------------- |
| Temp. máx. media (°C)                                 | 18.3                                                  | 18.5                                                  | 21.6                                                  | 25.7                                                  | 29.3                                                  | 31.5                                                  | 32.8                                                  | 32.7                                                  | 31.5                                                  | 28.8                                                  | 24.5                                                  | 20.6                                                  | 26.3                                                  |
| Temp. mín. media (°C)                                 | 10.3                                                  | 11.7                                                  | 15.2                                                  | 19.5                                                  | 22.7                                                  | 24.8                                                  | 25.5                                                  | 25.4                                                  | 24.0                                                  | 20.8                                                  | 15.9                                                  | 11.5                                                  | 18.9                                                  |
| Lluvias (mm)                                          | 40.9                                                  | 69.4                                                  | 84.7                                                  | 201.2                                                 | 283.7                                                 | 276.2                                                 | 232.5                                                 | 227.0                                                 | 166.2                                                 | 87.3                                                  | 35.4                                                  | 31.6                                                  | 1736.1                                                |
| Días de lluvias (≥ 0.1 mm)                            | 7.5                                                   | 11.2                                                  | 15.0                                                  | 16.3                                                  | 18.3                                                  | 18.2                                                  | 15.9                                                  | 16.8                                                  | 12.5                                                  | 7.1                                                   | 5.5                                                   | 4.9                                                   | 149.2                                                 |
| Horas de sol                                          | 118.5                                                 | 71.6                                                  | 62.4                                                  | 65.1                                                  | 104.0                                                 | 140.2                                                 | 202.0                                                 | 173.5                                                 | 170.2                                                 | 181.8                                                 | 172.7                                                 | 166.0                                                 | 1628.0                                                |
| Humedad relativa (%)                                  | 72                                                    | 78                                                    | 82                                                    | 84                                                    | 84                                                    | 84                                                    | 82                                                    | 82                                                    | 78                                                    | 72                                                    | 66                                                    | 66                                                    | 77.5                                                  |
| Fuente: China Meteorological Administration           |                                                       |                                                       |                                                       |                                                       |                                                       |                                                       |                                                       |                                                       |                                                       |                                                       |                                                       |                                                       |                                                       |